# مارگارت فرانسه، ملکه انگلستان و مجارستان
مارگارت فرانسه، ملکه انگلستان و مجارستان (فرانسوی: Marguerite‎؛ ۱۱۵۸ – ۱۸ سپتامبر ۱۱۹۷ (aged 38–39)) ملکه حاکم اهل فرانسه بود.